# Пещера Мрака
Пещера Мрака находится на левом берегу реки Каквы (правый приток реки Сосьвы), выше устья правого притока реки Тоты, в 9 километрах к югу от посёлка Веселовка. Протяжённость ходов — 130 метров. Относится к Североуральскому спелеорайону, Каквинскому подрайону. От входа наклонный тоннель длиной 4 метра приводит в мешковидную полость. Стены покрыты сажей от разжигавшихся в древности костров и факелов. Место зимовки летучих мышей. Геоморфологический памятник природы. Другое название пещеры — Каквинская Вторая.